# Дивенский
Ди́венский — посёлок в Гатчинском муниципальном округе Ленинградской области.

## История
На карте Ингерманландии А. И. Бергенгейма, составленной по материалам 1676 года, близ места расположения нынешнего посёлка обозначено селение Disna.
На военно-топографической карте Санкт-Петербургской губернии 1855 года уже упоминается станция Дивенская, хотя официально станция была открыта в 1857 году, были построены железнодорожный вокзал и станционные службы. Вокруг неё со временем и вырос посёлок Дивенский.

ДИВЕНКА — станция железной дороги при колодце, число дворов — 1, число жителей: 141 м. п., 51 ж. п.;

Станция железной дороги. На этом протяжении дороги находится 49 сторожевых будок и 7 казарм для рабочих. (1862 год)

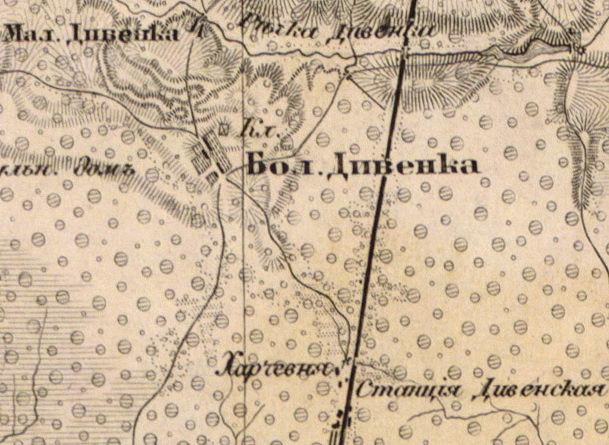
Станция Дивенская и деревня Большая Дивенка. 1863 год

Рядом со станционным посёлком находились несколько промышленных предприятий, самое известное из них — стекольный завод купца Нечаева, расположенный около станции.
В 1866 году временнообязанные крестьяне деревни Большая Дивенка выкупили свои земельные наделы у Е. М. Всеволожской и стали собственниками земли.
Согласно материалам по статистике народного хозяйства Царскосельского уезда 1888 года, имение при селении Большая Дивенка площадью 340 десятин принадлежало вдове унтер-офицера А. А. Волковой, оно было приобретено в 1881 году за 5301 рубль, кроме того пустошь Большая Дивенская площадью 1145 десятин принадлежала надворному советнику Р. В. Магнусу, она была приобретена двумя частями в 1879 и 1886 годах за 11 560 рублей, а имение при селении Малая Дивенка площадью 253 десятины принадлежало графу А. А. Мордвинову, оно было приобретено до 1868 года.
В конце XIX — начале XX века станция административно относилась к Рождественской волости 2-го стана Царскосельского уезда Санкт-Петербургской губернии.
По данным «Памятной книжки Санкт-Петербургской губернии» за 1905 год имение Большая Дивенка принадлежало наследникам унтер-офицера С. Д. Волкова, кроме того имение Дивенка площадью 1131 десятина, принадлежало дворянину,надворному советнику Роману Васильевичу Магнусу, а имение Малая Дивенка, площадью 229 десятин — графу Александру Александровичу Мордвинову.
В 1917 году на станции Дивенская была возведена деревянная православная церковь во имя Тихвинской иконы Божией Матери. Снесена в 1940 году.
С 1917 по 1923 год посёлок при станции Дивенская входил в состав Дивенского сельсовета Рождественской волости Детскосельского уезда.
С 1923 года в составе Гатчинского уезда.
Согласно данным переписи населения СССР 1926 года в посёлке Дивенский Дивенского сельсовета Рождественской волости Троцкого уезда проживали 539 человек, большинство русские, а также поляки, латыши, литовцы и китайцы.
С 1927 года в составе Лужского района.

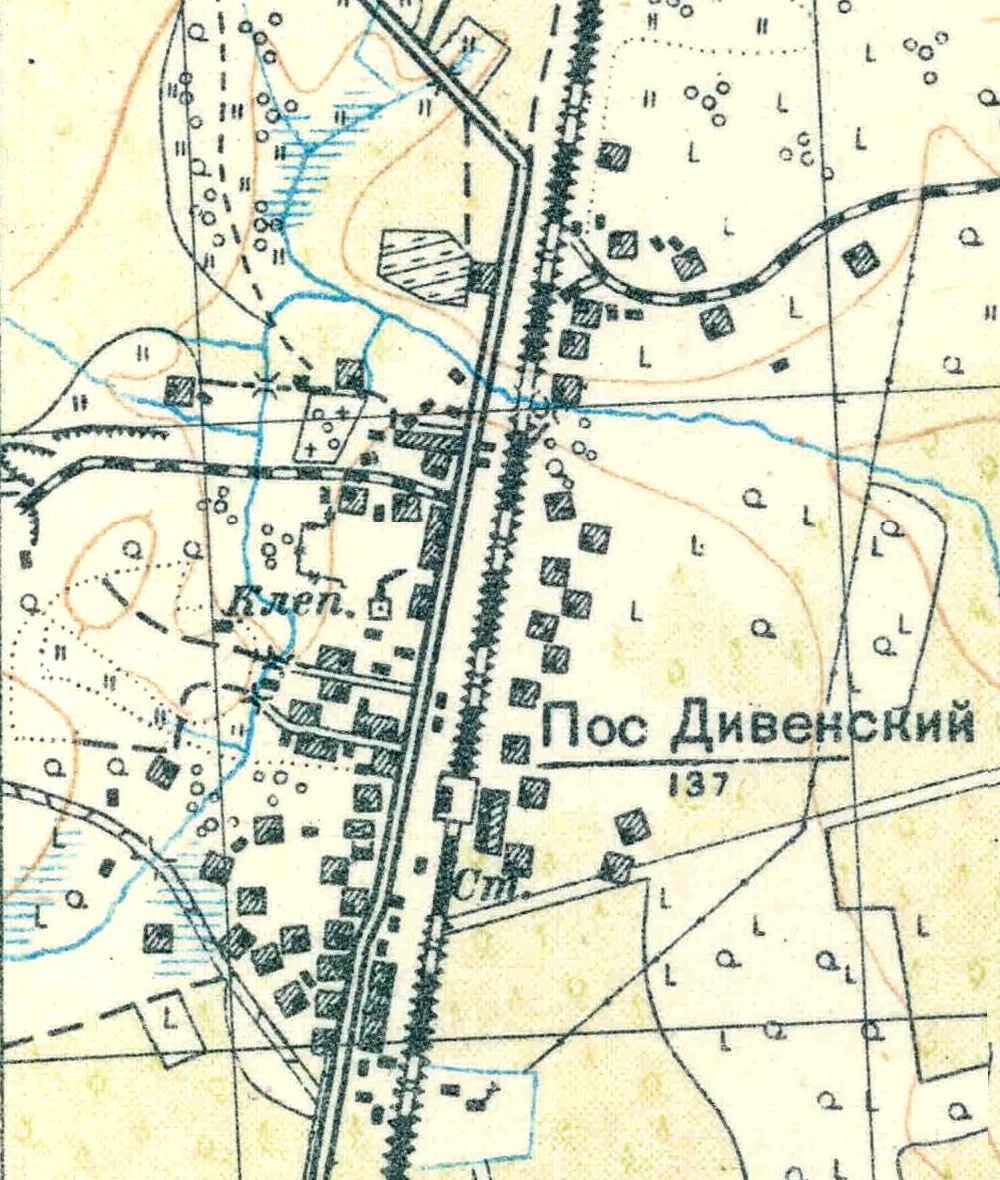
План посёлка Дивенский. 1931 год

Согласно топографической карте 1931 года посёлок насчитывал 137 дворов.
С 1932 года в составе Красногвардейского района.
По административным данным 1933 года в состав Дивенского сельсовета Красногвардейского района входили 4 населённых пункта: деревни Большие Дивенки, Малые Дивенки, Кузнецово и центр сельсовета — посёлок Дивенская, общей численностью населения 1594 человека.
По данным 1936 года в состав Дивенского сельсовета входили 7 населённых пунктов, 323 хозяйства и 2 колхоза.
Освобождение Красной армией состоялось 31 января 1944 года, и отмечается ежегодным сельским праздником.
В 1958 году население посёлка Дивенская составляло 2078 человек.
С 1 мая 1961 года — в составе Рождественского сельсовета.
По данным 1966 года посёлок назывался Дивенская и входил в состав Орлинского сельсовета.
По данным 1973 года посёлок также назывался Дивенская, но входил в состав Рождественского сельсовета.
По данным 1990 года посёлок назывался Дивенский и также входил в состав Рождественского сельсовета.
В 1997 году в посёлке проживали 935 человек, в 2002 году — 940 человек (русские — 90 %), в 2007 году — 958, в 2010 году — 833.

## География
Посёлок расположен в юго-западной части района на автодороге 41К-250 (Большая Ящера — Кузнецово) в месте примыкания к ней автодороги 41К-470 (подъезд к пл. Дивенская). Расстояние до административного центра поселения — 17 км.
Посёлок находится на границе Гатчинского и Лужского районов близ деревни Большая Дивенка.
В центре посёлка расположена железнодорожная платформа Дивенская.
Через посёлок протекает река Лутинка.

## Демография
| 1862 | 2007 | 2010 | 2011 | 2017 |
| ---- | ---- | ---- | ---- | ---- |
| 192  | ↗958 | ↘833 | ↘819 | ↘818 |

### Национальный состав
Согласно данным Всероссийской переписи населения 2021 года в посёлке проживали 1087 человек, из них:
 русские — 1014, цыгане — 23, узбеки — 10, киргизы — 4, украинцы — 4, азербайджанцы — 3, молдаване — 3, таджики — 3, индийцы — 2, татары — 2, чеченцы — 2, армяне — 1, белорусы — 1, немцы — 1, осетины — 1, другие национальности — 4 человека, остальные национальность не указали.

## Инфраструктура
Станция электрифицирована в 1968 году в составе участка Сиверская — Луга. В 2005 году станция становится платформой, большинство запасных путей ликвидируется. Из промышленности работает лесопилка. Имеется несколько магазинов, кладбище, работает школа.

## Предприятия и организации
- Дом культуры
- Пилорама

## Образование
В посёлке есть основная общеобразовательная школа:
- МБОУ Дивенская ООШ[26]

## Улицы
1-я Лесная, 2-я Лесная, 3-я Лесная, 25 Октября, Володарского, Горького, Дивенский переулок, Дружногорский переулок, Железнодорожная, Калинина, Карьерная, Кирова, Ленина, Мира, Набережная, Новосельская, Песочная, Пионерская, Пионерский переулок, Полевой переулок, Поселковая, Советский переулок, Урицкого, Школьная